# Llista de topònims de Sant Julià de Ramis
Llista de topònims (noms propis de lloc) del municipi de Sant Julià de Ramis, al Gironès
Informació actualitzada per un bot. Els canvis manuals es perdran quan s'actualitzi!

## castell
| imatge | Nom                   | Ubicat a                    | instància de | Detalls                     | coordenades                                                                            | Protecció                                            | Commons (més fotos)           | Dades a WD                    |
| ------ | --------------------- | --------------------------- | ------------ | --------------------------- | -------------------------------------------------------------------------------------- | ---------------------------------------------------- | ----------------------------- | ----------------------------- |
|        | Castell de Medinyà    | Medinyà Sant Julià de Ramis | castell      |                             | 42° 02′ 58″ N, 2° 51′ 55″ E / 42.04958056°N,2.86538056°E 82 msnm                       | bé d'interès cultural bé cultural d'interès nacional | Castell de Medinyà            | Modifica les dades a Wikidata |
|        | Castell de Montagut   | Sant Julià de Ramis         | castell      | Estil: arquitectura popular | 42° 01′ 54″ N, 2° 48′ 56″ E / 42.03166667°N,2.81555556°E 175 msnm                      | bé d'interès cultural bé cultural d'interès nacional | Castell de Montagut (Gironès) | Modifica les dades a Wikidata |
|        | Castell de Sant Julià | Sant Julià de Ramis         | castell      |                             | 42° 01′ 54″ N, 2° 50′ 53″ E / 42.031776°N,2.847954°E ca:Turó de la Castanyeda 206 msnm | bé d'interès cultural bé cultural d'interès nacional | Castell de Sant Julià         | Modifica les dades a Wikidata |

## cova
| imatge | Nom                 | Ubicat a            | instància de             | Detalls                      | coordenades                                                         | Protecció                                  | Commons (més fotos) | Dades a WD                    |
| ------ | ------------------- | ------------------- | ------------------------ | ---------------------------- | ------------------------------------------------------------------- | ------------------------------------------ | ------------------- | ----------------------------- |
|        | Cau de les Goges    | Sant Julià de Ramis | cova                     |                              | 42° 01′ 36″ N, 2° 51′ 01″ E / 42.0266050903209°N,2.85031973543711°E |                                            |                     | Modifica les dades a Wikidata |
|        | cova de Sant Vicenç | Sant Julià de Ramis | cova                     |                              | 42° 01′ 39″ N, 2° 50′ 59″ E / 42.0276039697877°N,2.84966507538657°E |                                            |                     | Modifica les dades a Wikidata |
|        | cova de les Goges   | Sant Julià de Ramis | cova jaciment paleolític | Estat: enderrocat o destruït | 42° 01′ 50″ N, 2° 50′ 00″ E / 42.030607578°N,2.833288906°E          | bé integrant del patrimoni cultural català |                     | Modifica les dades a Wikidata |

## curs d'aigua
| imatge | Nom   | Ubicat a                                                  | instància de               | Detalls                                                 | coordenades | Protecció | Commons (més fotos) | Dades a WD                    |
| ------ | ----- | --------------------------------------------------------- | -------------------------- | ------------------------------------------------------- | --- | --------- | ------------------- | ----------------------------- |
|        | Ter   | Ripollès Osona Selva Gironès Baix Empordà                 | curs d'aigua riu principal | Desemboca: mar Mediterrània Llarg: 208km Conca: 3010km² | 42° 25′ 40″ N, 2° 15′ 24″ E / 42.427778°N,2.256667°E 42° 01′ 24″ N, 3° 11′ 31″ E / 42.02347°N,3.19187°E           |           | Ter River           | Modifica les dades a Wikidata |
|        | Terri | Banyoles Porqueres Cornellà del Terri Sant Julià de Ramis | curs d'aigua               | Desemboca: Ter                                          | 42° 06′ 50″ N, 2° 46′ 48″ E / 42.113864°N,2.780137°E 42° 02′ 28″ N, 2° 51′ 46″ E / 42.041192°N,2.862761°E 62 msnm |           | Terri River         | Modifica les dades a Wikidata |

## edifici
| imatge | Nom                     | Ubicat a            | instància de                    | Detalls | coordenades                                                         | Protecció | Commons (més fotos)        | Dades a WD                    |
| ------ | ----------------------- | ------------------- | ------------------------------- | ------- | ------------------------------------------------------------------- | --------- | -------------------------- | ----------------------------- |
|        | Ajuntament de Medinyà   | Medinyà             | edifici town council ajuntament |         | 42° 02′ 54″ N, 2° 51′ 58″ E / 42.048386°N,2.866086°E                |           | Casa de la Vila de Medinyà | Modifica les dades a Wikidata |
|        | Hospital de Medinyà     | Sant Julià de Ramis | edifici                         |         | 42° 02′ 59″ N, 2° 51′ 55″ E / 42.0497076730054°N,2.86538275860926°E |           |                            | Modifica les dades a Wikidata |
|        | Parets de Ciutat Julita | Sant Julià de Ramis | edifici                         |         | 42° 01′ 36″ N, 2° 51′ 06″ E / 42.0267689028514°N,2.85162396793646°E |           |                            | Modifica les dades a Wikidata |

## entitat singular de població
| imatge | Nom                   | Ubicat a            | instància de                                                                   | Detalls                               | coordenades                                                                     | Protecció                   | Commons (més fotos) | Dades a WD                    |
| ------ | --------------------- | ------------------- | ------------------------------------------------------------------------------ | ------------------------------------- | ------------------------------------------------------------------------------- | --------------------------- | ------------------- | ----------------------------- |
|        | Medinyà               | Sant Julià de Ramis | entitat singular de població                                                   | 2015-06-04 857 hab Superfície: 7.7km² | 42° 02′ 58″ N, 2° 51′ 55″ E / 42.04948611°N,2.86521111°E 52 msnm                | bé cultural d'interès local | Medinyà             | Modifica les dades a Wikidata |
|        | Montagut              | Sant Julià de Ramis | entitat singular de població                                                   | 460 hab                               | 42° 01′ 40″ N, 2° 49′ 06″ E / 42.0278738251208°N,2.818292698°E 77 msnm          |                             |                     | Modifica les dades a Wikidata |
|        | Pla de Baix           | Sant Julià de Ramis | entitat singular de població                                                   | 1114 hab                              | 42° 01′ 25″ N, 2° 49′ 28″ E / 42.023502°N,2.824577°E 48 msnm                    |                             |                     | Modifica les dades a Wikidata |
|        | Sant Julià de Ramis   | Sant Julià de Ramis | entitat singular de població ens local històric de Catalunya capital municipal | 221 hab                               | 42° 02′ 05″ N, 2° 50′ 22″ E / 42.03469805555556°N,2.8394030555555556°E 178 msnm |                             |                     | Modifica les dades a Wikidata |
|        | el Camp de les Comes  | Sant Julià de Ramis | entitat singular de població                                                   | 434 hab                               | 42° 01′ 52″ N, 2° 49′ 23″ E / 42.031136°N,2.823052°E 93 msnm                    |                             |                     | Modifica les dades a Wikidata |
|        | el Golf de Sant Julià | Sant Julià de Ramis | entitat singular de població                                                   | 553 hab                               | 42° 02′ 07″ N, 2° 48′ 46″ E / 42.035173372696°N,2.8128216633416°E 130 msnm      |                             |                     | Modifica les dades a Wikidata |

## església
| imatge | Nom                                 | Ubicat a            | instància de | Detalls                                                      | coordenades                                                                                  | Protecció                                  | Commons (més fotos)                                 | Dades a WD                    |
| ------ | ----------------------------------- | ------------------- | ------------ | ------------------------------------------------------------ | -------------------------------------------------------------------------------------------- | ------------------------------------------ | --------------------------------------------------- | ----------------------------- |
|        | Sant Cosme i Sant Damià de Ramis    | Sant Julià de Ramis | església     |                                                              | 42° 01′ 41″ N, 2° 51′ 13″ E / 42.028114°N,2.853551°E                                         | bé cultural d'interès local                | Sant Cosme i Sant Damià de Sant Julià de Ramis      | Modifica les dades a Wikidata |
|        | Sant Joaquim d'Olivars              | Sant Julià de Ramis | església     | Estil: arquitectura romànica                                 | 42° 03′ 07″ N, 2° 50′ 32″ E / 42.05196°N,2.84228°E 96 msnm                                   | bé cultural d'interès local                | Sant Joaquim d'Olivars                              | Modifica les dades a Wikidata |
|        | Sant Julià i Santa Basilissa        | Sant Julià de Ramis | església     |                                                              | 42° 02′ 03″ N, 2° 50′ 22″ E / 42.034287°N,2.839504°E 70 msnm                                 |                                            | Sant Julià i Santa Basilissa de Sant Julià de Ramis | Modifica les dades a Wikidata |
|        | Sant Vicenç de les Roquetes         | Sant Julià de Ramis | església     | Estil: arquitectura romànica                                 | 42° 01′ 37″ N, 2° 51′ 01″ E / 42.02704°N,2.8504°E ca:Camí del Congost 60 msnm                | bé cultural d'interès local                | Sant Vicenç de les Roquetes                         | Modifica les dades a Wikidata |
|        | Santa Fe de les Serres              | Sant Julià de Ramis | església     | Estil: arquitectura romànica                                 | 42° 04′ 09″ N, 2° 51′ 56″ E / 42.06905°N,2.8655°E ca:Veïnat de les Serres 125 msnm           | bé integrant del patrimoni cultural català | Santa Fe de les Serres                              | Modifica les dades a Wikidata |
|        | església de Sant Sadurní de Medinyà | Sant Julià de Ramis | església     | Estil: arquitectura barroca arquitectura popular 4th century | 42° 02′ 58″ N, 2° 51′ 55″ E / 42.049452°N,2.865357°E ca:Recinte del castell, Medinyà 75 msnm | bé cultural d'interès local                | Església de Sant Sadurní de Medinyà                 | Modifica les dades a Wikidata |

## granja
| imatge | Nom                 | Ubicat a            | instància de | Detalls | coordenades                                                         | Protecció | Commons (més fotos) | Dades a WD                    |
| ------ | ------------------- | ------------------- | ------------ | ------- | ------------------------------------------------------------------- | --------- | ------------------- | ----------------------------- |
|        | Granja d'en Rotllat | Sant Julià de Ramis | granja       |         | 42° 03′ 30″ N, 2° 51′ 36″ E / 42.0583745088778°N,2.85995002920437°E |           |                     | Modifica les dades a Wikidata |
|        | Granja d'en Veí     | Sant Julià de Ramis | granja       |         | 42° 03′ 15″ N, 2° 51′ 26″ E / 42.0542100717162°N,2.8571917172386°E  |           |                     | Modifica les dades a Wikidata |
|        | Granja de Can Font  | Sant Julià de Ramis | granja       |         | 42° 03′ 05″ N, 2° 51′ 25″ E / 42.0513095691339°N,2.85688401915377°E |           |                     | Modifica les dades a Wikidata |

## jaciment arqueològic
| imatge | Nom                                    | Ubicat a            | instància de                    | Detalls                      | coordenades                                                           | Protecció                                        | Commons (més fotos) | Dades a WD                    |
| ------ | -------------------------------------- | ------------------- | ------------------------------- | ---------------------------- | --------------------------------------------------------------------- | ------------------------------------------------ | ------------------- | ----------------------------- |
|        | Cau de les Goges                       | Sant Julià de Ramis | jaciment arqueològic cova       |                              | 42° 01′ 32″ N, 2° 51′ 31″ E / 42.025682°N,2.858697°E                  | bé cultural d'interès nacional zona arqueològica | Cau de les Goges    | Modifica les dades a Wikidata |
|        | Cruïlla de Cornellà                    | Medinyà             | jaciment arqueològic            |                              | 42° 02′ 48″ N, 2° 51′ 39″ E / 42.046564°N,2.860918°E                  | bé integrant del patrimoni cultural català       |                     | Modifica les dades a Wikidata |
|        | Mas d'en Galí                          | Medinyà             | jaciment arqueològic            |                              | 42° 04′ 02″ N, 2° 52′ 51″ E / 42.067275°N,2.880914°E                  | bé integrant del patrimoni cultural català       |                     | Modifica les dades a Wikidata |
|        | Pedra Dreta                            | Sant Julià de Ramis | jaciment arqueològic cova       |                              | 42° 01′ 54″ N, 2° 50′ 04″ E / 42.031726°N,2.834542°E                  | bé integrant del patrimoni cultural català       |                     | Modifica les dades a Wikidata |
|        | el Bosquetó                            | Sant Julià de Ramis | jaciment arqueològic            |                              | 42° 01′ 47″ N, 2° 49′ 58″ E / 42.029649°N,2.832647°E 65 msnm          | bé integrant del patrimoni cultural català       |                     | Modifica les dades a Wikidata |
|        | jaciment arqueològic de Costa Roja     | Sant Julià de Ramis | jaciment arqueològic            |                              | 42° 02′ 21″ N, 2° 50′ 40″ E / 42.039032°N,2.844513°E                  | bé cultural d'interès nacional                   |                     | Modifica les dades a Wikidata |
|        | jaciment arqueològic de la Nacional II | Sant Julià de Ramis | jaciment arqueològic via romana | Estat: enderrocat o destruït | 42° 02′ 39″ N, 2° 51′ 24″ E / 42.044098°N,2.856659°E                  | bé integrant del patrimoni cultural català       |                     | Modifica les dades a Wikidata |
|        | jaciment de Can Garriga                | Sant Julià de Ramis | jaciment arqueològic            | Estat: enderrocat o destruït | 42° 01′ 51″ N, 2° 50′ 01″ E / 42.03086111111111°N,2.833527777777778°E | bé integrant del patrimoni cultural català       |                     | Modifica les dades a Wikidata |
|        | jaciment de Montaspre                  | Sant Julià de Ramis | jaciment arqueològic            |                              | 42° 02′ 18″ N, 2° 50′ 11″ E / 42.038249°N,2.836253°E                  | bé integrant del patrimoni cultural català       |                     | Modifica les dades a Wikidata |

## masia
| imatge | Nom                     | Ubicat a            | instància de | Detalls                                                | coordenades                                                                      | Protecció                                            | Commons (més fotos)               | Dades a WD                    |
| ------ | ----------------------- | ------------------- | ------------ | ------------------------------------------------------ | -------------------------------------------------------------------------------- | ---------------------------------------------------- | --------------------------------- | ----------------------------- |
|        | Ca l'Arnau              | Sant Julià de Ramis | masia        | Estil: arquitectura popular                            | 42° 01′ 52″ N, 2° 50′ 40″ E / 42.031079°N,2.844375°E ca:Camí del Congost 59 msnm | bé cultural d'interès local                          | Ca l'Arnau (Sant Julià de Ramis)  | Modifica les dades a Wikidata |
|        | Ca l'Ermità             | Sant Julià de Ramis | masia        |                                                        | 42° 04′ 07″ N, 2° 51′ 55″ E / 42.0687205133419°N,2.8653546838987°E               |                                                      |                                   | Modifica les dades a Wikidata |
|        | Ca n'Evaristo           | Sant Julià de Ramis | masia        |                                                        | 42° 03′ 32″ N, 2° 52′ 11″ E / 42.0589264300666°N,2.86973837787828°E              |                                                      |                                   | Modifica les dades a Wikidata |
|        | Cal Belga               | Sant Julià de Ramis | masia        |                                                        | 42° 03′ 10″ N, 2° 52′ 23″ E / 42.0526705831404°N,2.87306236675425°E              |                                                      |                                   | Modifica les dades a Wikidata |
|        | Cal Caballé             | Sant Julià de Ramis | masia        | Estil: arquitectura popular                            | 42° 02′ 10″ N, 2° 51′ 26″ E / 42.036112°N,2.857211°E ca:Pla de Can Font 47 msnm  | bé cultural d'interès local                          | Cal Caballé (Sant Julià de Ramis) | Modifica les dades a Wikidata |
|        | Cal Carreter            | Sant Julià de Ramis | masia        |                                                        | 42° 04′ 41″ N, 2° 51′ 27″ E / 42.0780957947723°N,2.85745250354137°E              |                                                      |                                   | Modifica les dades a Wikidata |
|        | Cal Ferrer              | Sant Julià de Ramis | masia        |                                                        | 42° 03′ 05″ N, 2° 50′ 24″ E / 42.0514765829793°N,2.84012249130076°E              |                                                      |                                   | Modifica les dades a Wikidata |
|        | Cal Frare               | Sant Julià de Ramis | masia        | Estil: arquitectura popular                            | 42° 03′ 06″ N, 2° 50′ 26″ E / 42.051577°N,2.84053°E 110 msnm                     | bé cultural d'interès local                          | Cal Frare (Sant Julià de Ramis)   | Modifica les dades a Wikidata |
|        | Cal Majordom            | Sant Julià de Ramis | masia        |                                                        | 42° 02′ 34″ N, 2° 50′ 48″ E / 42.0427762073062°N,2.84671735633731°E              |                                                      |                                   | Modifica les dades a Wikidata |
|        | Cal Sereno              | Sant Julià de Ramis | masia        |                                                        | 42° 03′ 06″ N, 2° 50′ 31″ E / 42.0515962121162°N,2.84195903336274°E              |                                                      |                                   | Modifica les dades a Wikidata |
|        | Cal Sereno del Pla      | Sant Julià de Ramis | masia        |                                                        | 42° 01′ 37″ N, 2° 49′ 32″ E / 42.0269212922971°N,2.82549497833288°E              |                                                      |                                   | Modifica les dades a Wikidata |
|        | Cal Vinagrer            | Sant Julià de Ramis | masia        |                                                        | 42° 03′ 07″ N, 2° 51′ 14″ E / 42.0519631485905°N,2.853788905234°E                |                                                      |                                   | Modifica les dades a Wikidata |
|        | Can Bosc                | Sant Julià de Ramis | masia        |                                                        | 42° 03′ 17″ N, 2° 52′ 36″ E / 42.0547188952256°N,2.87656296159796°E              |                                                      |                                   | Modifica les dades a Wikidata |
|        | Can Carreras            | Sant Julià de Ramis | masia        | Estil: arquitectura popular                            | 42° 03′ 05″ N, 2° 50′ 28″ E / 42.051488°N,2.841238°E                             | bé cultural d'interès local                          |                                   | Modifica les dades a Wikidata |
|        | Can Casals              | Sant Julià de Ramis | masia        |                                                        | 42° 02′ 16″ N, 2° 50′ 44″ E / 42.0376409715456°N,2.84561816783765°E              |                                                      |                                   | Modifica les dades a Wikidata |
|        | Can Cisó                | Sant Julià de Ramis | masia        |                                                        | 42° 01′ 49″ N, 2° 49′ 16″ E / 42.0303282236908°N,2.82122125902631°E              |                                                      |                                   | Modifica les dades a Wikidata |
|        | Can Faura               | Sant Julià de Ramis | masia        | Estil: arquitectura popular                            | 42° 01′ 56″ N, 2° 49′ 43″ E / 42.032218°N,2.828715°E                             | bé cultural d'interès local                          |                                   | Modifica les dades a Wikidata |
|        | Can Font de la Muntanya | Sant Julià de Ramis | masia        | Estil: arquitectura popular                            | 42° 03′ 05″ N, 2° 50′ 29″ E / 42.051263°N,2.841395°E 102 msnm                    | bé cultural d'interès local                          | Can Font de la Muntanya           | Modifica les dades a Wikidata |
|        | Can Font del Pla        | Sant Julià de Ramis | masia        | Estil: arquitectura popular                            | 42° 02′ 05″ N, 2° 51′ 24″ E / 42.034783°N,2.856677°E                             | bé cultural d'interès local                          |                                   | Modifica les dades a Wikidata |
|        | Can Ganso               | Sant Julià de Ramis | masia        |                                                        | 42° 03′ 01″ N, 2° 51′ 47″ E / 42.0503445095941°N,2.86315791175622°E              |                                                      |                                   | Modifica les dades a Wikidata |
|        | Can Garsa               | Sant Julià de Ramis | masia        |                                                        | 42° 03′ 45″ N, 2° 51′ 58″ E / 42.062380912907°N,2.86622622256723°E               |                                                      |                                   | Modifica les dades a Wikidata |
|        | Can Gifré               | Sant Julià de Ramis | masia        |                                                        | 42° 03′ 06″ N, 2° 51′ 50″ E / 42.0515882629846°N,2.86386822692829°E              |                                                      |                                   | Modifica les dades a Wikidata |
|        | Can Gombis              | Sant Julià de Ramis | masia        |                                                        | 42° 03′ 21″ N, 2° 51′ 40″ E / 42.05595691882°N,2.8611014407405°E                 |                                                      |                                   | Modifica les dades a Wikidata |
|        | Can Gori                | Sant Julià de Ramis | masia        |                                                        | 42° 02′ 21″ N, 2° 50′ 34″ E / 42.0391773243708°N,2.84283555835553°E              |                                                      |                                   | Modifica les dades a Wikidata |
|        | Can Guilana             | Sant Julià de Ramis | masia        | Estil: arquitectura popular 15th century Estat: ruïnós | 42° 01′ 33″ N, 2° 48′ 30″ E / 42.025967°N,2.808209°E 138 msnm                    | bé cultural d'interès local                          | Can Guilana (Sant Julià de Ramis) | Modifica les dades a Wikidata |
|        | Can Margarit            | Sant Julià de Ramis | masia        |                                                        | 42° 01′ 48″ N, 2° 51′ 14″ E / 42.03005°N,2.85384°E                               | bé d'interès cultural bé cultural d'interès nacional |                                   | Modifica les dades a Wikidata |
|        | Can Marregues           | Sant Julià de Ramis | masia        |                                                        | 42° 04′ 31″ N, 2° 51′ 27″ E / 42.075159819617°N,2.85757996327546°E               |                                                      |                                   | Modifica les dades a Wikidata |
|        | Can Martirià            | Sant Julià de Ramis | masia        |                                                        | 42° 02′ 27″ N, 2° 50′ 57″ E / 42.0407799663011°N,2.84915072415478°E              |                                                      |                                   | Modifica les dades a Wikidata |
|        | Can Martí               | Sant Julià de Ramis | masia        | Estil: arquitectura popular                            | 42° 03′ 03″ N, 2° 50′ 32″ E / 42.050872°N,2.842218°E                             | bé cultural d'interès local                          | Can Martí (Sant Julià de Ramis)   | Modifica les dades a Wikidata |
|        | Can Masblanc            | Sant Julià de Ramis | masia        |                                                        | 42° 03′ 04″ N, 2° 51′ 52″ E / 42.0511745763022°N,2.86438873981778°E              |                                                      |                                   | Modifica les dades a Wikidata |
|        | Can Maset               | Sant Julià de Ramis | masia        | Estil: arquitectura popular                            | 42° 01′ 49″ N, 2° 51′ 13″ E / 42.030402°N,2.85357°E                              | bé cultural d'interès local                          |                                   | Modifica les dades a Wikidata |
|        | Can Masvall             | Sant Julià de Ramis | masia        |                                                        | 42° 03′ 02″ N, 2° 51′ 53″ E / 42.0504365086573°N,2.8647890905739°E               |                                                      |                                   | Modifica les dades a Wikidata |
|        | Can Maubert             | Sant Julià de Ramis | masia        | Estil: arquitectura popular                            | 42° 02′ 42″ N, 2° 50′ 35″ E / 42.044965°N,2.843103°E                             | bé cultural d'interès local                          |                                   | Modifica les dades a Wikidata |
|        | Can Mur Vell            | Sant Julià de Ramis | masia        | Estil: arquitectura popular                            | 42° 01′ 53″ N, 2° 48′ 43″ E / 42.031264°N,2.811908°E ca:Montagut 173 msnm        | bé cultural d'interès local                          | Can Mur Vell                      | Modifica les dades a Wikidata |
|        | Can Passols             | Sant Julià de Ramis | masia        |                                                        | 42° 01′ 42″ N, 2° 51′ 32″ E / 42.0283992601083°N,2.85889239314018°E              |                                                      |                                   | Modifica les dades a Wikidata |
|        | Can Patllarí            | Sant Julià de Ramis | masia        |                                                        | 42° 01′ 48″ N, 2° 50′ 49″ E / 42.0299870114281°N,2.84685680909746°E              |                                                      |                                   | Modifica les dades a Wikidata |
|        | Can Patrici             | Sant Julià de Ramis | masia        | Estil: arquitectura popular                            | 42° 01′ 57″ N, 2° 49′ 47″ E / 42.032522°N,2.829826°E                             | bé cultural d'interès local                          |                                   | Modifica les dades a Wikidata |
|        | Can Pere Bord           | Sant Julià de Ramis | masia        |                                                        | 42° 04′ 30″ N, 2° 51′ 38″ E / 42.0749922153968°N,2.86044541336031°E              |                                                      |                                   | Modifica les dades a Wikidata |
|        | Can Pere Comes          | Sant Julià de Ramis | masia        |                                                        | 42° 02′ 10″ N, 2° 47′ 57″ E / 42.0361368137271°N,2.79903532523098°E              |                                                      |                                   | Modifica les dades a Wikidata |
|        | Can Peí                 | Sant Julià de Ramis | masia        |                                                        | 42° 02′ 32″ N, 2° 51′ 09″ E / 42.042234482942°N,2.8525787744906°E                |                                                      |                                   | Modifica les dades a Wikidata |
|        | Can Pla                 | Sant Julià de Ramis | masia        |                                                        | 42° 02′ 31″ N, 2° 50′ 59″ E / 42.0418433284174°N,2.84959526667722°E              |                                                      |                                   | Modifica les dades a Wikidata |
|        | Can Portoles            | Sant Julià de Ramis | masia        |                                                        | 42° 02′ 00″ N, 2° 50′ 27″ E / 42.0334464789081°N,2.84091670981874°E              |                                                      |                                   | Modifica les dades a Wikidata |
|        | Can Rebogent            | Sant Julià de Ramis | masia        |                                                        | 42° 01′ 56″ N, 2° 49′ 43″ E / 42.0323207675174°N,2.82848833770925°E              |                                                      |                                   | Modifica les dades a Wikidata |
|        | Can Retardinyo          | Sant Julià de Ramis | masia        |                                                        | 42° 01′ 48″ N, 2° 51′ 14″ E / 42.0298880205309°N,2.85382742323629°E              |                                                      |                                   | Modifica les dades a Wikidata |
|        | Can Ribogent            | Sant Julià de Ramis | masia        |                                                        | 42° 01′ 54″ N, 2° 49′ 21″ E / 42.031586132848°N,2.8224966522817°E                |                                                      |                                   | Modifica les dades a Wikidata |
|        | Can Salada              | Sant Julià de Ramis | masia        |                                                        | 42° 02′ 42″ N, 2° 51′ 34″ E / 42.0450531281796°N,2.85942346016391°E              |                                                      |                                   | Modifica les dades a Wikidata |
|        | Can Santvicenç          | Sant Julià de Ramis | masia        | Estil: arquitectura popular                            | 42° 01′ 38″ N, 2° 51′ 01″ E / 42.027205°N,2.850267°E ca:Camí del Congost 60 msnm | bé cultural d'interès local                          | Can Santvicenç                    | Modifica les dades a Wikidata |
|        | Can Sinol               | Sant Julià de Ramis | masia        |                                                        | 42° 02′ 29″ N, 2° 50′ 58″ E / 42.0414019747654°N,2.84957214240932°E              |                                                      |                                   | Modifica les dades a Wikidata |
|        | Can Siurana             | Sant Julià de Ramis | masia        |                                                        | 42° 02′ 52″ N, 2° 50′ 52″ E / 42.047834239062°N,2.8478271105666°E                |                                                      |                                   | Modifica les dades a Wikidata |
|        | Can Sivelles            | Sant Julià de Ramis | masia        |                                                        | 42° 04′ 11″ N, 2° 51′ 56″ E / 42.0696664686204°N,2.86558235523308°E              |                                                      |                                   | Modifica les dades a Wikidata |
|        | Can Tarota              | Sant Julià de Ramis | masia        |                                                        | 42° 01′ 46″ N, 2° 51′ 14″ E / 42.0294828469367°N,2.85392499387001°E              |                                                      |                                   | Modifica les dades a Wikidata |
|        | Can Terlena             | Sant Julià de Ramis | masia        |                                                        | 42° 02′ 17″ N, 2° 50′ 48″ E / 42.0381556261674°N,2.84657139550719°E              |                                                      |                                   | Modifica les dades a Wikidata |
|        | Can Trias               | Sant Julià de Ramis | masia        | Estil: arquitectura popular                            | 42° 02′ 00″ N, 2° 49′ 00″ E / 42.033208°N,2.816559°E                             | bé cultural d'interès local                          |                                   | Modifica les dades a Wikidata |
|        | Can Veí                 | Sant Julià de Ramis | masia        |                                                        | 42° 03′ 02″ N, 2° 51′ 53″ E / 42.0506704513567°N,2.86459524543235°E              |                                                      |                                   | Modifica les dades a Wikidata |
|        | Can Vinyets             | Sant Julià de Ramis | masia        |                                                        | 42° 01′ 59″ N, 2° 51′ 27″ E / 42.0329999271495°N,2.85750498756548°E              |                                                      |                                   | Modifica les dades a Wikidata |
|        | Can Virolli             | Sant Julià de Ramis | masia        |                                                        | 42° 02′ 40″ N, 2° 51′ 23″ E / 42.0443377638077°N,2.85631967719011°E              |                                                      |                                   | Modifica les dades a Wikidata |
|        | Can Xambrot             | Sant Julià de Ramis | masia        |                                                        | 42° 02′ 33″ N, 2° 51′ 06″ E / 42.0424404977944°N,2.85169625731276°E              |                                                      |                                   | Modifica les dades a Wikidata |
|        | Mas Barnoies            | Sant Julià de Ramis | masia        |                                                        | 42° 01′ 57″ N, 2° 49′ 06″ E / 42.0324942362538°N,2.81830370042196°E              |                                                      |                                   | Modifica les dades a Wikidata |
|        | Mas Geli                | Sant Julià de Ramis | masia        |                                                        | 42° 03′ 59″ N, 2° 52′ 43″ E / 42.0662853842877°N,2.87848660941327°E              |                                                      |                                   | Modifica les dades a Wikidata |
|        | Mas Roca                | Sant Julià de Ramis | masia        |                                                        | 42° 03′ 07″ N, 2° 51′ 38″ E / 42.0520346159128°N,2.86055610123781°E              |                                                      |                                   | Modifica les dades a Wikidata |
|        | Mas Vingut              | Sant Julià de Ramis | masia        |                                                        | 42° 03′ 54″ N, 2° 52′ 39″ E / 42.065068305214°N,2.87736483518736°E               |                                                      |                                   | Modifica les dades a Wikidata |
|        | Mas Xambrot             | Sant Julià de Ramis | masia        |                                                        | 42° 02′ 08″ N, 2° 49′ 39″ E / 42.0355708556649°N,2.82762181656336°E              |                                                      |                                   | Modifica les dades a Wikidata |
|        | la Casica               | Sant Julià de Ramis | masia        |                                                        | 42° 02′ 16″ N, 2° 48′ 21″ E / 42.037805503061°N,2.80569926088922°E               |                                                      |                                   | Modifica les dades a Wikidata |
|        | les Muleres             | Sant Julià de Ramis | masia        |                                                        | 42° 01′ 51″ N, 2° 48′ 06″ E / 42.0307105637711°N,2.80175845630596°E              |                                                      |                                   | Modifica les dades a Wikidata |

## molí d'aigua
| imatge | Nom              | Ubicat a            | instància de | Detalls                     | coordenades                                          | Protecció                                  | Commons (més fotos)         | Dades a WD                    |
| ------ | ---------------- | ------------------- | ------------ | --------------------------- | ---------------------------------------------------- | ------------------------------------------ | --------------------------- | ----------------------------- |
|        | Molí de Can Bram | Sant Julià de Ramis | molí d'aigua | Estil: arquitectura popular | 42° 01′ 41″ N, 2° 49′ 17″ E / 42.028139°N,2.821261°E | bé cultural d'interès local                | Molí de Can Bram            | Modifica les dades a Wikidata |
|        | Molí de la Farga | Sant Julià de Ramis | molí d'aigua | Estil: arquitectura popular | 42° 03′ 28″ N, 2° 52′ 28″ E / 42.057872°N,2.874325°E | bé integrant del patrimoni cultural català | Molí de la Farga de Medinyà | Modifica les dades a Wikidata |

## muntanya
| imatge | Nom                  | Ubicat a            | instància de | Detalls | coordenades                                                         | Protecció | Commons (més fotos) | Dades a WD                    |
| ------ | -------------------- | ------------------- | ------------ | ------- | ------------------------------------------------------------------- | --------- | ------------------- | ----------------------------- |
|        | Muntanya del Castell | Sant Julià de Ramis | muntanya     |         | 42° 01′ 51″ N, 2° 48′ 56″ E / 42.0309°N,2.81558°E 182.9 msnm        |           |                     | Modifica les dades a Wikidata |
|        | Puig de Nola         | Medinyà             | muntanya     |         | 42° 03′ 55″ N, 2° 52′ 06″ E / 42.065325°N,2.868305°E 110 msnm       |           |                     | Modifica les dades a Wikidata |
|        | Turó de l'Illa       | Sant Julià de Ramis | muntanya     |         | 42° 02′ 48″ N, 2° 50′ 55″ E / 42.0466°N,2.84854°E 52 msnm           |           |                     | Modifica les dades a Wikidata |
|        | Turó del Majordom    | Sant Julià de Ramis | muntanya     |         | 42° 02′ 27″ N, 2° 50′ 40″ E / 42.0409°N,2.84453°E 142.4 msnm        |           |                     | Modifica les dades a Wikidata |
|        | Turó del Puig        | Sant Julià de Ramis | muntanya     |         | 42° 01′ 39″ N, 2° 51′ 16″ E / 42.02738056°N,2.85446667°E 201.1 msnm |           |                     | Modifica les dades a Wikidata |

## nucli de població
| imatge | Nom                  | Ubicat a            | instància de      | Detalls | coordenades                                                       | Protecció                   | Commons (més fotos) | Dades a WD                    |
| ------ | -------------------- | ------------------- | ----------------- | ------- | ----------------------------------------------------------------- | --------------------------- | ------------------- | ----------------------------- |
|        | Olivars              | Sant Julià de Ramis | nucli de població |         | 42° 03′ 06″ N, 2° 50′ 29″ E / 42.051699°N,2.841321°E 100 msnm     | bé cultural d'interès local |                     | Modifica les dades a Wikidata |
|        | Santa Fe de la Serra | Sant Julià de Ramis | nucli de població |         | 42° 04′ 07″ N, 2° 51′ 57″ E / 42.068571710061°N,2.8659089809125°E |                             |                     | Modifica les dades a Wikidata |
|        | Tomet                | Sant Julià de Ramis | nucli de població |         | 42° 03′ 41″ N, 2° 51′ 05″ E / 42.061348686414°N,2.8514207124262°E |                             |                     | Modifica les dades a Wikidata |
|        | Vall-llobera         | Sant Julià de Ramis | nucli de població |         | 42° 03′ 31″ N, 2° 52′ 10″ E / 42.058668785589°N,2.8695555312851°E |                             |                     | Modifica les dades a Wikidata |

## pedrera
| imatge | Nom                    | Ubicat a            | instància de | Detalls | coordenades                                                         | Protecció | Commons (més fotos) | Dades a WD                    |
| ------ | ---------------------- | ------------------- | ------------ | ------- | ------------------------------------------------------------------- | --------- | ------------------- | ----------------------------- |
|        | Pedrera de Ca l'Omedes | Sant Julià de Ramis | pedrera      |         | 42° 01′ 48″ N, 2° 49′ 35″ E / 42.0301018786074°N,2.8263198280032°E  |           |                     | Modifica les dades a Wikidata |
|        | Pedrera de la Garriga  | Sant Julià de Ramis | pedrera      |         | 42° 02′ 10″ N, 2° 49′ 59″ E / 42.0360022522511°N,2.83309358474121°E |           |                     | Modifica les dades a Wikidata |

## pont
| imatge | Nom                  | Ubicat a            | instància de | Detalls                     | coordenades                                                         | Protecció                   | Commons (més fotos) | Dades a WD                    |
| ------ | -------------------- | ------------------- | ------------ | --------------------------- | ------------------------------------------------------------------- | --------------------------- | ------------------- | ----------------------------- |
|        | Pont de Cal Vinagrer | Sant Julià de Ramis | pont         |                             | 42° 03′ 04″ N, 2° 51′ 13″ E / 42.0510352729635°N,2.85363393619999°E |                             |                     | Modifica les dades a Wikidata |
|        | Pont de la Rasa      | Sant Julià de Ramis | pont         | Estil: arquitectura popular |                                                                     | bé cultural d'interès local |                     | Modifica les dades a Wikidata |
|        | Pont de la Roureda   | Sant Julià de Ramis | pont         |                             | 42° 02′ 54″ N, 2° 51′ 16″ E / 42.0483432030965°N,2.85434098061872°E |                             |                     | Modifica les dades a Wikidata |
|        | Pont de la Vinyassa  | Sant Julià de Ramis | pont         |                             | 42° 03′ 15″ N, 2° 51′ 07″ E / 42.0540502833096°N,2.85192303559281°E |                             |                     | Modifica les dades a Wikidata |

## serra
| imatge | Nom                        | Ubicat a                               | instància de | Detalls | coordenades                                                         | Protecció | Commons (més fotos)        | Dades a WD                    |
| ------ | -------------------------- | -------------------------------------- | ------------ | ------- | ------------------------------------------------------------------- | --------- | -------------------------- | ----------------------------- |
|        | Muntanya dels Sants Metges | Sant Julià de Ramis                    | serra        |         | 42° 01′ 54″ N, 2° 50′ 48″ E / 42.0317°N,2.84668°E 206 msnm          |           | Muntanya dels Sants Metges | Modifica les dades a Wikidata |
|        | les Serres                 | Cornellà del Terri Sant Julià de Ramis | serra        |         | 42° 04′ 26″ N, 2° 51′ 23″ E / 42.07401667°N,2.85640833°E 145.6 msnm |           |                            | Modifica les dades a Wikidata |
|        | serra Martina              | Sant Julià de Ramis                    | serra        |         | 42° 03′ 33″ N, 2° 52′ 43″ E / 42.05918056°N,2.87874167°E 104.2 msnm |           |                            | Modifica les dades a Wikidata |

## veïnat
| imatge | Nom                      | Ubicat a            | instància de | Detalls | coordenades                                                   | Protecció                   | Commons (més fotos)      | Dades a WD                    |
| ------ | ------------------------ | ------------------- | ------------ | ------- | ------------------------------------------------------------- | --------------------------- | ------------------------ | ----------------------------- |
|        | Veïnat de Costa Roja     | Sant Julià de Ramis | veïnat       |         | 42° 02′ 30″ N, 2° 51′ 01″ E / 42.041761°N,2.850164°E 60 msnm  | bé cultural d'interès local |                          | Modifica les dades a Wikidata |
|        | Veïnat de Sarrià         | Sant Julià de Ramis | veïnat       |         | 42° 01′ 18″ N, 2° 49′ 10″ E / 42.021765°N,2.819497°E 68 msnm  | bé cultural d'interès local |                          | Modifica les dades a Wikidata |
|        | Veïnat de la Garriga     | Sant Julià de Ramis | veïnat       |         | 42° 01′ 56″ N, 2° 50′ 14″ E / 42.032255°N,2.837102°E 61 msnm  | bé cultural d'interès local | Veïnat de la Garriga     | Modifica les dades a Wikidata |
|        | Veïnat dels Sants Metges | Sant Julià de Ramis | veïnat       |         | 42° 01′ 41″ N, 2° 51′ 13″ E / 42.027968°N,2.853645°E 180 msnm | bé cultural d'interès local | Veïnat dels Sants Metges | Modifica les dades a Wikidata |

## Misc
| imatge | Nom                                      | Ubicat a                          | instància de                   | Detalls                       | coordenades                                                                     | Protecció                      | Commons (més fotos)          | Dades a WD                    |
| ------ | ---------------------------------------- | --------------------------------- | ------------------------------ | ----------------------------- | ------------------------------------------------------------------------------- | ------------------------------ | ---------------------------- | ----------------------------- |
|        | Casa Nova del Terri                      | Sant Julià de Ramis               | casa                           | Estil: arquitectura eclèctica | 42° 02′ 41″ N, 2° 51′ 10″ E / 42.044798°N,2.852709°E                            | bé cultural d'interès local    |                              | Modifica les dades a Wikidata |
|        | Castellum Fractum                        | Sant Julià de Ramis               | fortalesa jaciment arqueològic |                               | 42° 01′ 47″ N, 2° 51′ 03″ E / 42.029643°N,2.850856°E Muntanya dels Sants Metges | bé cultural d'interès nacional | Castellum Fractum            | Modifica les dades a Wikidata |
|        | Cau de les Goges                         | Sant Julià de Ramis               | abric rocós                    |                               | 42° 01′ 44″ N, 2° 49′ 50″ E / 42.0288293718001°N,2.83062383361728°E             |                                |                              | Modifica les dades a Wikidata |
|        | Nucli de Sant Julià de Ramis             | Sant Julià de Ramis               | centre històric                |                               | 42° 02′ 04″ N, 2° 50′ 22″ E / 42.034318°N,2.83951°E 70 msnm                     | bé cultural d'interès local    | Nucli de Sant Julià de Ramis | Modifica les dades a Wikidata |
|        | Rectoria dels Sants Metges               | Sant Julià de Ramis               | rectoria                       | Estil: arquitectura popular   | 42° 01′ 41″ N, 2° 51′ 14″ E / 42.027934°N,2.853853°E                            | bé cultural d'interès local    | Rectoria dels Sants Metges   | Modifica les dades a Wikidata |
|        | Turó d'en Guilana                        | Sant Julià de Ramis Sarrià de Ter | volcà extint                   |                               | 42° 01′ 32″ N, 2° 48′ 22″ E / 42.02546°N,2.806233°E 184 msnm                    |                                | Turó d'en Guilana            | Modifica les dades a Wikidata |
|        | casa consistorial de Sant Julià de Ramis | Sant Julià de Ramis               | casa consistorial              |                               | 42° 02′ 05″ N, 2° 50′ 22″ E / 42.0346054°N,2.839417°E                           |                                |                              | Modifica les dades a Wikidata |
|        | creu de Sant Sebastià                    | Sant Julià de Ramis               | creu de terme                  |                               | 42° 02′ 49″ N, 2° 51′ 49″ E / 42.046868°N,2.86361°E                             |                                |                              | Modifica les dades a Wikidata |
|        | poblat ibèric de Sant Julià de Ramis     | Sant Julià de Ramis               | poblat ibèric                  |                               | 42° 01′ 47″ N, 2° 51′ 03″ E / 42.0297°N,2.8509°E                                | bé cultural d'interès nacional | Castellum Fractum            | Modifica les dades a Wikidata |